# Tazin Lake
Tazin Lake är en sjö i Kanada.   Den ligger i provinsen Saskatchewan, i den centrala delen av landet, 2 700 km nordväst om huvudstaden Ottawa. Tazin Lake ligger 345 meter över havet. Arean är 341 kvadratkilometer. Den sträcker sig 19,9 kilometer i nord-sydlig riktning, och 42,8 kilometer i öst-västlig riktning.
Trakten runt Tazin Lake är nära nog obefolkad, med mindre än två invånare per kvadratkilometer.